# Sclerolobium chrysophyllum
Sclerolobium chrysophyllum är en ärtväxtart som beskrevs av Eduard Friedrich Poeppig. Sclerolobium chrysophyllum ingår i släktet Sclerolobium och familjen ärtväxter. Inga underarter finns listade i Catalogue of Life.